# Demicryptochironomus
Demicryptochironomus is een muggengeslacht uit de familie van de Dansmuggen (Chironomidae).

## Soorten
- D. cuneata (Townes, 1945)
- D. fastigata (Townes, 1945)
- D. latior Reiss, 1988
- D. neglectus Reiss, 1988
- D. vulneratus (Zetterstedt, 1838)